# Pyšná
Pyšná (deutsch Stolzenhan) ist ein Ortsteil der Gemeinde Vysoká Pec in Tschechien.

## Geographie
Pyšná liegt fünf Kilometer nördlich von Jirkov und gehört zum Okres Chomutov. Die Ortslage befindet sich am Südabfall des Erzgebirges am westlichen Fuße des Stiefmutterberges (752 m) auf einem Pass über den Tälern des Lužec (Aubach) und Kundratický potok (Dorfbach). Nördlich erhebt sich der Lesenská pláň (Hübladung, 921 m), im Nordosten der Zámecký vrch (Kleiner Seeberg, 684 m) mit den Resten der Burg Nový Žeberk und die Medvědí skála (Bärenstein, 924 m), östlich die Jedlová (Tannich, 853 m), im Südosten die Dubina (655 m).
Nachbarorte sind Lesná im Norden, Červená Jáma im Nordosten, Jezeří im Osten, Vysoká Pec im Südosten, Drmaly, Červený Hrádek und Vinařice im Süden, Jindřišská im Südwesten, Boleboř und das Forsthaus Aumühle im Westen sowie Svahová im Nordwesten.
Die Dörfer Podhůří und Kundratice im Südosten erloschen in den 1970er Jahren wegen des Braunkohlenabbaus.

## Geschichte

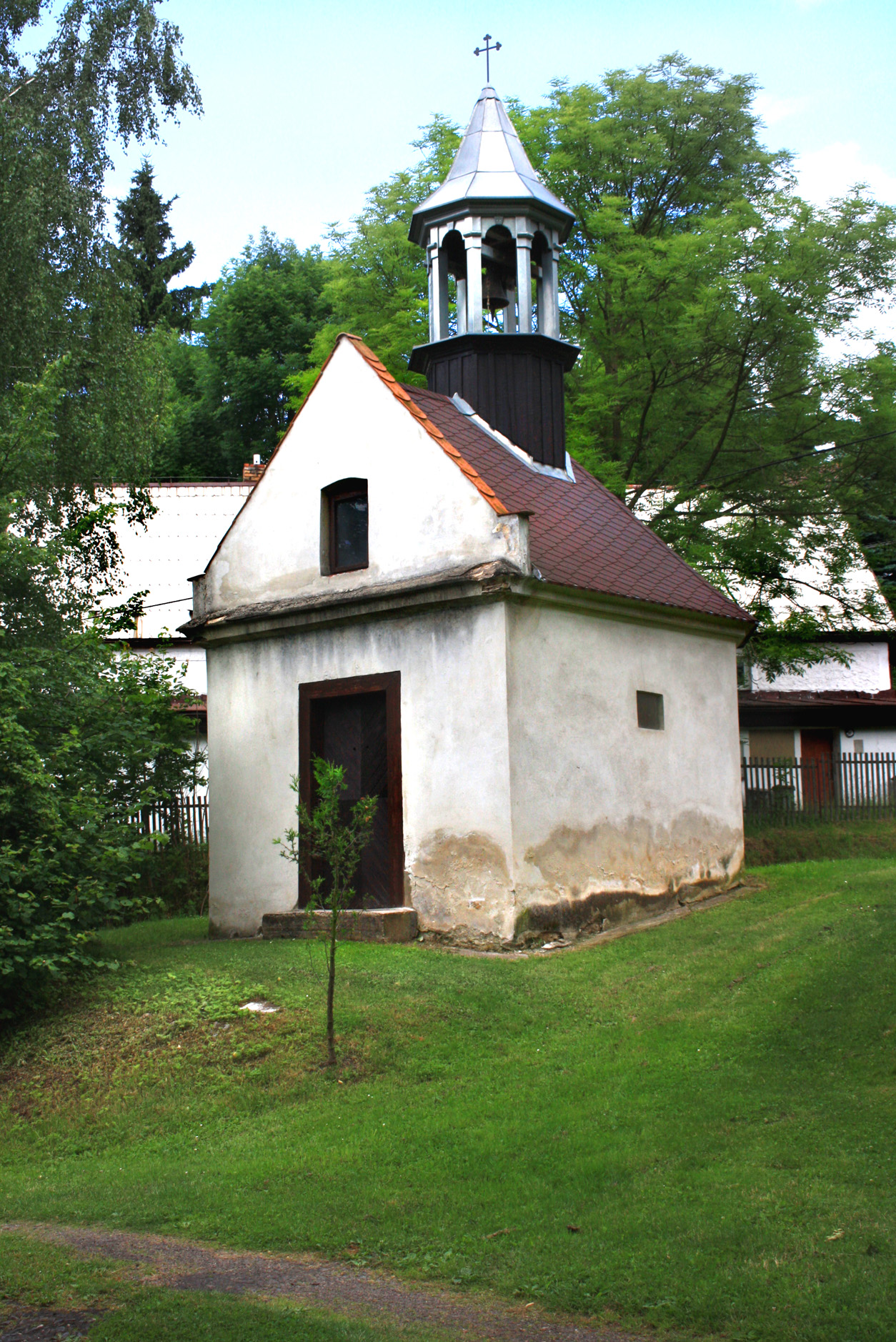
Kapelle in Pyšná

Seit der Zeit um 900 bis 800 v. Chr. ist in dem Gebiet um Pyšná und die Jedlová Bergbau nachweisbar. Die erste schriftliche Erwähnung des zur Herrschaft Neu Seeberg gehörigen Dorfes Stolczenhain erfolgte im Jahre 1383, als Otto von Bergow seine Burgen Alt Seeberg und Neu Seeberg am Thimo von Colditz verkaufte. 1395 verpfändeten die Herren von Colditz Neu Seeberg mit allem Zubehör an Albrecht von Leisnig. Nächster Pfandherr wurde Heinrich von Ruenice. Im Jahre 1437 erwarb Veit von Schönburg die Herrschaft Seeberg. 1454 verkaufte er diese an Albert Konipas auf Rothenhaus, der den neu erworbenen Besitz an Rothenhaus anschloss. In der zweiten Hälfte des 16. Jahrhunderts wurde Stolzenhan im Görkauer Bergbuch erwähnt. Im Jahre 1564 setzte Christoph von Carlowitz die Dörfer Türmaul und Stolzenhan als Sicherheit für eine Schuld. Bohuslav Felix von Lobkowitz und Hassenstein schloss Stolzenhan um 1582 an die Herrschaft Seestadtl an, jedoch gehörte das Dorf zu Beginn des 17. Jahrhunderts wieder zu Rothenhaus, wobei es bis zur Mitte des 19. Jahrhunderts verblieb. Im Dreißigjährigen Krieg wurde das Dorf verwüstet und in der berní rula von 1654 wurden noch vier Bauernwirtschaften und fünf Chaluppen als wüst bezeichnet. Im Jahre 1835 nahm Josef Günzel mit dem Silberbergwerk Hieronymus-Zeche im Carolinental unterhalb des Tannich den erloschenen Bergbau wieder auf. Außerdem wurde in der Umgebung Eisenerz gefördert, das in Hohenofen verhüttet wurde. 1843 hatte das Dorf 195 Einwohner.
Nach der Aufhebung der Patrimonialherrschaften bildete Stolzenhan ab 1850 eine Gemeinde in der Bezirkshauptmannschaft Komotau. In der zweiten Hälfte des 19. Jahrhunderts setzte der Niedergang des Bergbaus ein. In Heimarbeit wurde fortan Spielzeug hergestellt oder Gorlnäherei betrieben. Die Bewohner des Dorfes lebten danach vornehmlich von der Landwirtschaft. 1869 wurde das Dorf nach Rothenhaus eingemeindet und 1900 wieder eigenständig. Nach dem Münchner Abkommen wurde die Gemeinde 1938 dem Deutschen Reich zugeschlagen und gehörte bis 1945 zum Landkreis Komotau. 1939 hatte Solzenhan 149 Einwohner. Nach dem Ende des Zweiten Weltkrieges kam Drmaly zur Tschechoslowakei zurück. Die deutschen Bewohner wurden vertrieben und das Dorf mit Slowaken wiederbesiedelt. 1950 erfolgte die Eingemeindung nach Boleboř und 1952 erhielt das Dorf den neuen Namen Pyšná. Am 1. Mai 1976 wurde Pyšná nach Vysoká Pec eingemeindet. 1991 hatte der Ort acht ständige Einwohner, in Pyšná bestanden zu dieser Zeit 115 Ferienhäuser- und -hütten.

## Entwicklung der Einwohnerzahl
| Jahr | Einwohnerzahl |
| ---- | ------------- |
| 1869 | 224           |
| 1880 | 189           |
| 1890 | 188           |
| 1900 | 162           |
| 1910 | 152           |

| Jahr | Einwohnerzahl |
| ---- | ------------- |
| 1921 | 161           |
| 1930 | 177           |
| 1950 | 43            |
| 1961 | 14            |
| 1970 | 7             |

| Jahr | Einwohnerzahl |
| ---- | ------------- |
| 1980 | 8             |
| 1991 | 8             |
| 2001 | 28            |
| 2011 | 50            |

## Sehenswürdigkeiten
- Kapelle
- Grundmauern der Friedhofskapelle, südöstlich des Dorfes
- Reste der Burg Nový Žeberk am Zámecký vrch nordöstlich des Dorfes
- Reste der Burg Žeberk, östlich des Ortes